# Denis Clerc (economista)
Denis Clerc (n. Argelia, 3 de marzo de 1942) es un economista francés, y entre otras cosas fue fundador y promotor de la revista francófona Alternatives économiques.

## Su formación como economista[1]
Nacido en 1942 en Argelia, veinte años más tarde Denis Clerc se encontraba en la comuna francesa Belfort. Estudiante en ciencias en Besançon, muy pronto se interesó en la economía, y en las relaciones sociales y sindicales. Y es en este período, que se abona y lee con regularidad la revista Économie et humanisme. Precisamente cuando estaba en « clase preparatoria en las grandes escuelas de Francia » estudiando para el concurso de admisión, se inscribió en la licenciatura en ciencias económicas. Prosiguió entonces sus estudios en Dijon antes de comenzar una carrera universitaria, a la vez que se dedicó particularmente a las técnicas económicas de gestión (informática de gestión, contabilidad de gestión, etc) y a las ciencias sociales.
Mayo de 1968 le encuentra como asistente en la facultad. Entonces tiene desacuerdos con su director de tesis, y pronto retorna a Argelia en el marco de un programa de cooperación, donde es nombrado enseñante, dependiendo de Ministerio Argelino del Interior, con el encargo de formar funcionarios.
Con posterioridad y ya de regreso en Francia, Denis Clerc es nombrado profesor en la Universidad de Dijon, donde muy particularmente se interesa en la formación continua ; recordemos que este tipo de capacitación se vuelve obligatoria para las grandes empresas instaladas en Francia, a través de las leyes Delors de 1971 (consultar: Formación continua en Francia).

## Fundador de la revistaAlternatives Économiques[4]
En 1980, impulsa y edita Alternatives Économiques. Con medios financieros modestos, esta publicación de 24 páginas se inicia en forma bimensual, y gracias al apoyo de un impresor, inicialmente no hay atrasos en los pagos de tesorería. Entonces, Denis Clerc recupera el archivo de 9000 abonados de Économie et humanisme, y también recurre a su red de amigos de la enseñanza; de esta forma, consigue tener unos 1000 abonados, lo que permite sostener la publicación. Clerc se desempeña como director benévolo de esta revista hasta 1993.
Entonces nombra redactor en jefe de la publicación a Philippe Frémeaux. La orientación dada a los contenidos es « regulacionista » para así enfrentarse y cuestionar a la línea liberal. En la publicación se analiza en particular las nuevas estrategias bursátiles que sacrifican el empleo a la rentabilidad y se burlan abiertamente del Teorema de Schmidt.
En 1984, la revista comienza a editarse en forma mensual, y la sede social, la administración, y la propia impresión, quedan en Quetigny (suburbios de Dijon), mientras el resto de las secciones se traslada a París.
En 1999 es el lanzamiento de L'économie politique, una revista destinada a los economistas profesionales que ejercen en instituciones y empresas.

## Economía y humanismo[4]
Al comenzar el año 2000, Denis Clerc pasó a ser presidente de la asociación 'Économie et humanisme', que edita la revista epónima. El citado dejó esta función en el año 2004.
Pero en el año 2008, Denis Clerc pasó a formar parte del consejo de orientación del grupo 'Développements et Humanisme', constituido por antiguos empleados de la publicación 'Économie et humanisme', entre ellos el propio redactor en jefe de la revista, Vincent Berthet.
Uno de los hobbies de Denis Clerc son los buenos vinos, y tal vez por ello pasa sus momentos de descanso entre dos viñedos, uno en Mesnay (junto a Arbois), y el otro en Ribérac (en Dordogne).
Y fue en el Jura, en Poligny, donde desarrolló su proyecto de librería en cooperativa : la 'Librairie Polinoise'.